# الفرقاطة العثمانية أرطغرل

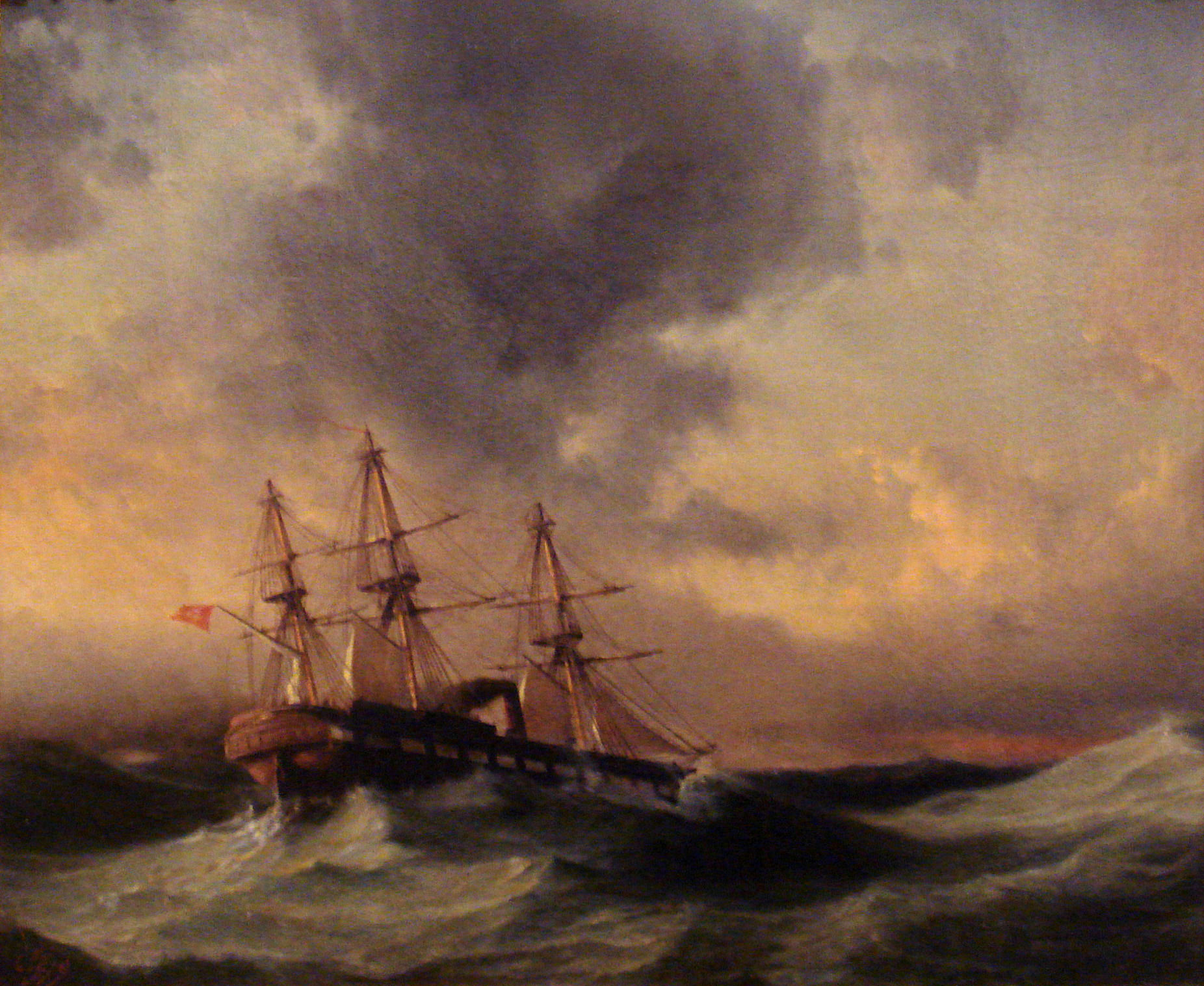
رحلة الفرقاطة "أرطغرل" إلى اليابان بقيادة أمير اللواء "علي عثمان باشا". اللوحة محفوظة في "متحف إسطنبول البحري" في "بشكطاش" باسطنبول. اللوحة من رسم خيال العميد بحري "عثمان نوري باشا" (1839-1906م).

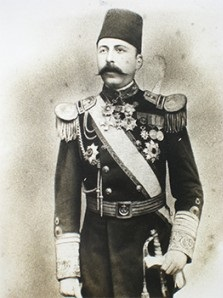
أمير اللواء "علي عثمان باشا"، قائد الرحلة الدبلوماسية للفرقاطة أرطغرل إلى اليابان عام 1890م.

«الفرقاطة أرطغرل» (بالتركية: Ertuğrul Fırkateyn)‏ (باليابانية: エルトゥールル)، هي سفينة حربية تابعة للخلافة العثمانية أمر ببنائها سنة 1854م خليفة المسلمين وسلطان العثمانيين عبد العزيز الأول (1830 - 1876). بدئت الفرقاطة العثمانية أرطغرل العمل يوم 19 أكتوبر سنة 1863م. بعد عدة مهام، تم تكليفها بمهمة دبلوماسية في اليابان، فقطعت رحلة طويلة من إسطنبول إلى يوكوهاما في 11 شهراً. غرقت السفينة في رحلة العودة من اليابان بسبب إعصار ضربها على السواحل الجنوبية لليابان سنة 1890م وغرق قائدها أمير اللواء (بالتركية: Mirliva)‏ «علي عثمان باشا».
كانت حادثة الفرقاطة أرطغرل هي حجر الزاوية لبدء العلاقات الرسمية بين الخلافة العثمانية والإمبراطورية اليابانية.

## السفينة

### البناء
أمر السلطان العثماني عبد العزيز الأول ببناء السفينة عام 1854م، وتم بناؤها في الترسانة العسكرية العثمانية المسماة «ترسانة عامرة» (تحول اسمها الآن إلى: مرسى إسطنبول) بالقرن الذهبي باسطنبول.
بٌنيت السفينة من الخشب، وكان لها ثلاثة صواري، وطول السفينة 79م وعرضها 15م ووالجزء الغاطس منها تحت الماء عمقه 8م.

### التدشين
دُشنت السفينة في 19 أكتوبر سنة 1863م بحضور السلطان العثماني، وأُعطيت الفرقاطة اسم «أرطغرل غازي» والد عثمان الأول مؤسس الدولة العثمانية، وبدئت الفرقاطة العثمانية أرطغرل العمل يوم 19 أكتوبر سنة 1863م.

## بعض مهام الفرقاطة أرطغرل
استمرت الفرقاطة أرطغرل في خدمة الخلافة العثمانية مدة 27 عاما، وهذه بعض سفراتها ومهامها:

### زيارة إنجلترا لتطوير الفرقاطة

طريقة عمل المحرك البخاري الثلاثي: يدخل البخار الساخن من اليسار ثم يُوجه إلى الاسطوانة الثانية ومنها إلى الاسطوانة الثالثة ليخرج منها وقد فقد طاقته.

أبحرت الفرقاطة أرطغرل إلى إنجلترا عام 1864م لتركيب محركات بخارية بها، وأحدث أجهزة ومكائن ذلك العصر بما في ذلك الإضاءة الكهربائية.
بعد انتهاء أعمال التطوير، أبحرت الفرقاطة أرطغرل في 18 فبراير من عام 1865م من ميناء بورتسموث عائدة إلى إسطنبول يرافقها سفينتان حربيتان عثمانيتان هما السفينة «كوسوفو» (بالتركية: Kosova)‏ و«هُدافينديغار» (بالتركية: Hüdavendigâr)‏.

### زيارة موانئ فرنسية وإسبانية
في طريق العودة من إنجلترا، زارت الفرقاطة أرطغرل بعض الموانئ الفرنسية والإسبانية قبل الرجوع إلى إسطنبول.

### رسوها في إسطنبول
بعد عودة الفرقاطة أرطغرل، رست في مضيق البوسفور أمام قصر دولمة باهتشه حتى 1866م.

### تمرد جزيرة كريت
تمردت جزيرة كريت ثلاث سنوات من 1866-1869م ضد الحكم العثماني، وتحركت الفرقاطة أرطغرل لتأخذ دورها في الحملة العثمانية المضادة لإنهاء التمرد.

### قناة السويس ومضيق عدن ومضيق ملقا وموانئ أخرى
خلال رحلة الفرقاطة أرطغرل إلى اليابان منتصف عام 1889م، وقفت في ميناء مرماريس ثم بورسعيد قبل المرور عبر قناة السويس، ثم وقفت في ميناء جدة وزارت بعدها عدن والصومال. ثم مرت من مضيق ملقا عند ماليزيا وإندونيسيا، ثم سايغون في فيتنام، وبعض موانئ الصين ثم هونغ كونغ.
وكانت آخر محطاتها أموي وشانغهاي قبل الوصول إلى اليابان. وبعد رسوها في ناغاساكي، وصلت الفرقاطة إلى يوكوهاما.

### زيارة اليابان
زارت الفرقاطة أرطغرل اليابان عام 1890م في زيارة دبلوماسية قطعت فيها 11 شهرا بدءا من إسطنبول.

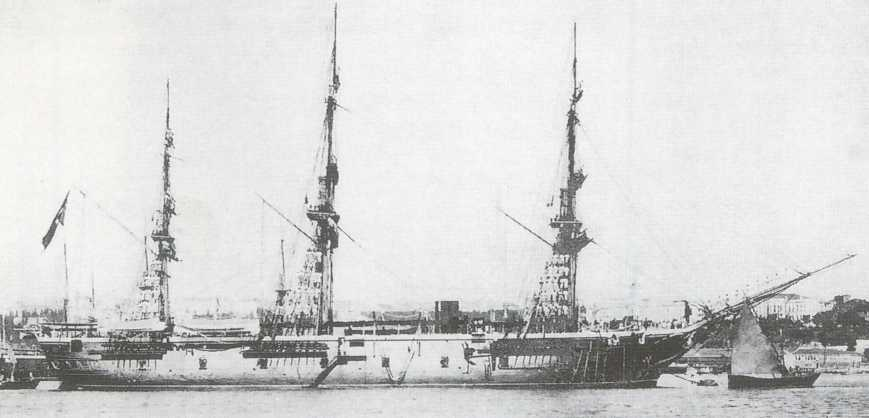
الفرقاطة أرطغرل.

## العلاقات العثمانية اليابانية

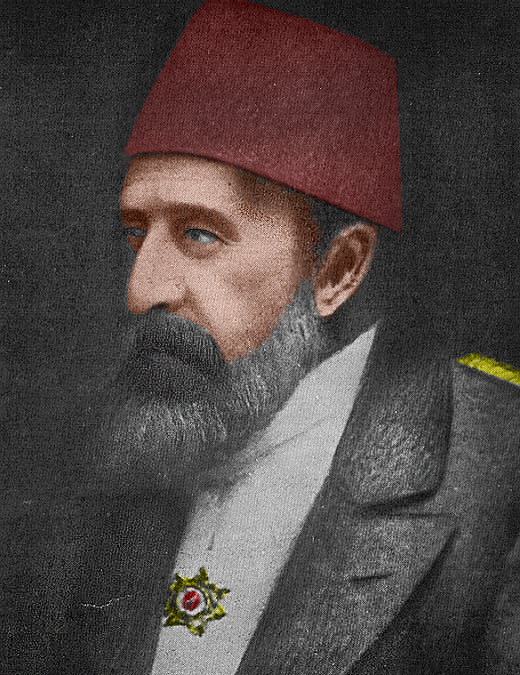
السلطان العثماني عبد الحميد الثاني خليفة المسلمين.

راية البحرية الإمبراطورية اليابانية في القرن 19.

في نوفمبر 1878م، زارت سفينة البحرية الإمبراطورية اليابانية، الحراقة «سايكي» (باليابانية: 清輝)، مدينة إسطنبول بعد رحلة تدريبية في أوروبا.
استقبل السلطان عبد الحميد الثاني المبعوثين اليابانيين واحتفى بهم وقلّدهم أنواط وأوسمة ونياشين مختلفة.
في عام 1881م، قامت بعثة دبلوماسية يابانية بزيارة قصر يلديز في إسطنبول لعقد اتفاقيات تخص التجارة وأحوال الحرب.
زار الأمير الياباني «كوماتسو أكيهيتو» مدينة إسطنبول في أكتوبر 1887م وقدم «وسام الأقحوان» أعلى وسام في اليابان إلى السلطان عبد الحميد الثاني.
وفي المقابل، قررت الحكومة العثمانية عقب الزيارة، إرسال الفرقاطة أرطغرل إلى اليابان كرحلة إظهار النوايا الحسنة.
- "وسام الأقحوان" أعلي وسام في الإمبراطورية اليابانية، الذي تم تقديمه إلى السلطان عبد الحميد الثاني عام 1887م.
- الأمير الياباني "كوماتسو أكيهيتو" الذي زار إسطنبول في أكتوبر 1887م وقدم "وسام الأقحوان" أعلى وسام في اليابان إلى السلطان عبد الحميد الثاني.

## الرحلة إلى اليابان

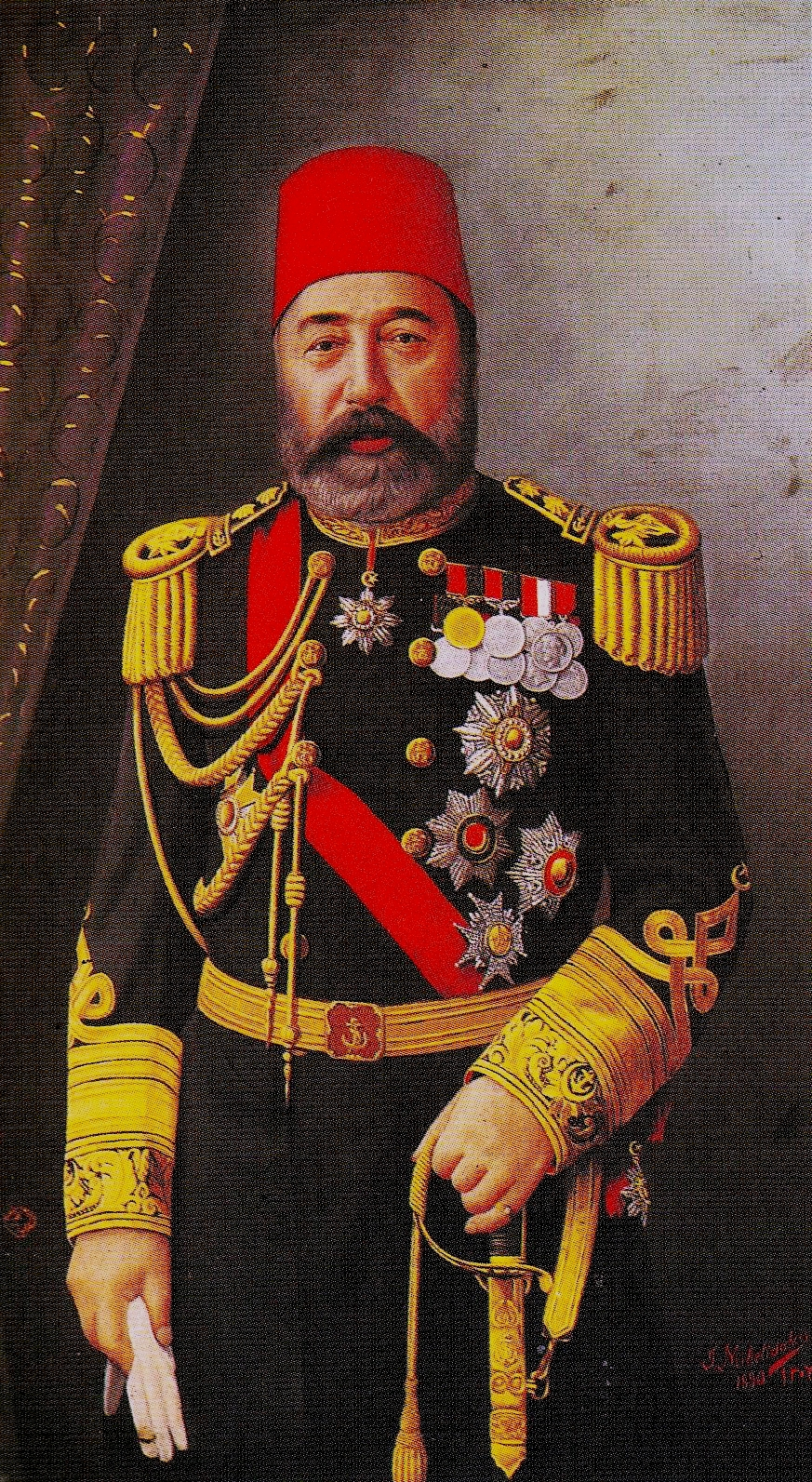
ناظر البحرية (الوزير) مشير بحري بوزجالدي حسن حٌسنو باشا (1832-1903م).

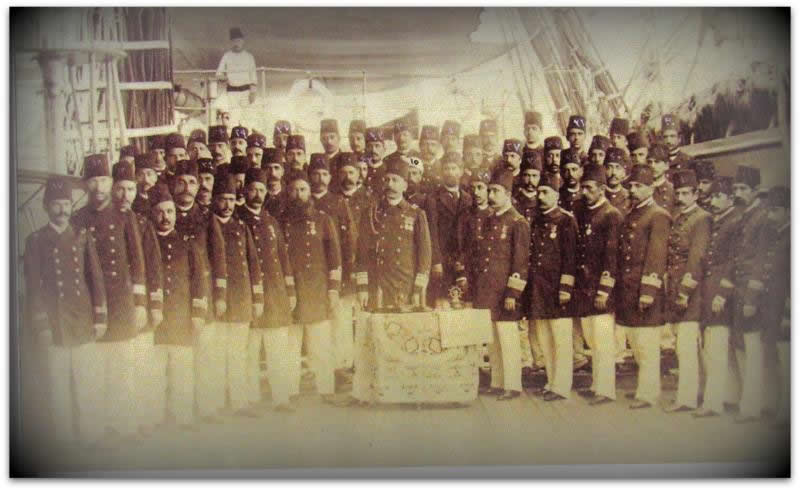
طاقم بحارة الفرقاطة العثمانية أرطغرل.
في وسط الصورة "أمير لواء" (لواء بحري) "علي عثمان باشا" قائد رحلتها الدبلوماسية إلى اليابان عام 1890م.

أرسل الصدر الأعظم (رئيس الوزراء) محمد كامل باشا مذكّرة في 14 يوليو 1889م إلى ناظر البحرية (الوزير) بوزجالدي حسن حٌسنو باشا يطلب من اختيار سفينة حربية مناسبة يمكنها الإبحار إلى بحار الهند الصينية واليابان وتحديد ميعاد مناسب للإقلاع، للتدريب العملي لمتخرجي الأكاديمية البحرية العثمانية.
في 25 فبراير 1889م، أبلغ حسن حٌسنو باشا الصدرَ الأعظم أن الفرقاطة أرطغرل يمكنها تنفيذ المهمة، وأنه يمكن إكمال التجهيزات خلال أسبوع، والإقلاع خلال شهر واحد.
تم الكشف عن السبب الحقيقي للرحلة وأهميتها من قبل الصدر الأعظم، بأنها زيارة ودية إلى اليابان لتقديم الهدايا و«وسام الشرف العالي»، أعلى وسام في الإمبراطورية العثمانية، من السلطان عبد الحميد الثاني إلى امبراطور اليابان. وثمة هدف آخر من الرحلة هو إظهار العلم العثماني على المحيط الهندي.
في 6 أبريل 1889م، أصدرت وزارة البحرية أمراً بتعيين «الأميرآلاي» (عميد) (بالتركية:  Miralay)‏ «علي عثمان باي» قائدا لرحلة الفرقاطة أرطغرل إلى اليابان من إسطنبول، نظراً لتحدثه عدة لغات أجنبية ولمهاراته البحرية.
كان طاقم الفرقاطة أرطغرل نحو 607 بحارا عثمانياً (رقم غير مؤكد) منهم 57 ضابطاً.

### الإعداد لرحلة اليابان
بعد أن ظلت الفرقاطة أرطغرل في خدمة الخلافة العثمانية مدة ربع قرن، 25 عاماً، تم ترميمها وتجديدها قبيل بدء رحلة اليابان، وتم تجديد معظم أخشاب بدن السفينة.

### مسار رحلة اليابان
في 14 يوليو 1889م انطلقت الفرقاطة أرطغرل من إسطنبول، كان أول ميناء وقفت فيه هو ميناء مرماريس التركي على ساحل البحر الأبيض المتوسط، في المنطقة الجنوبية الغربية من تركيا، في محافظة موغلا. ثم عبرت البحر الأبيض المتوسط إلى بورسعيد قبل المرور عبر قناة السويس، ثم وقفت في ميناء جدة بالحجاز وزارت بعدها عدن في اليمن والصومال. ثم مرت من مضيق ملقا عند ماليزيا وإندونيسيا، ثم سايغون في فيتنام، وبعض موانئ الصين ثم هونغ كونغ. وكانت آخر محطاتها أموي وشانغهاي قبل الوصول إلى اليابان. وبعد رسوها في ناغاساكي، وصلت الفرقاطة إلى يوكوهاما في 7 يونيو 1890م.
استغرقت الرحلة من إسطنبول إلى يوكوهاما 11 شهراً. وكان مقررا لها العودة في أكتوبر 1890م إلى إسطنبول.

### ترقية الأميرآلاي علي عثمان إلى رتبة لواء
أثناء رحلة الفرقاطة أرطغرل إلى اليابان، تمت ترقية «الأميرآلاي» (عميد) (بالتركية: Miralay)‏ «علي عثمان باي» إلى «أمير لواء» (لواء) (بالتركية: Mirliva)‏ «علي عثمان باشا».

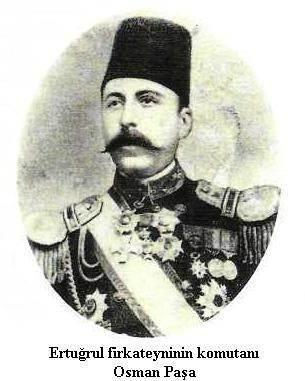
"أميرالاي" (عميد) (بالتركية: Miralay) "علي عثمان بك" قائد رحلة الفرقاطة أرطغرل إلى اليابان. تمت ترقيته إلى رتبة «أمير لواء» (لواء) (بالتركية: Mirliva) أثناء رحلة الفرقاطة أرطغرل إلى اليابان، ليصبح لقبه «علي عثمان باشا». غرق مع الفرقاطة «أرطغرل غازي».

### مشاكل الرحلة إلى اليابان

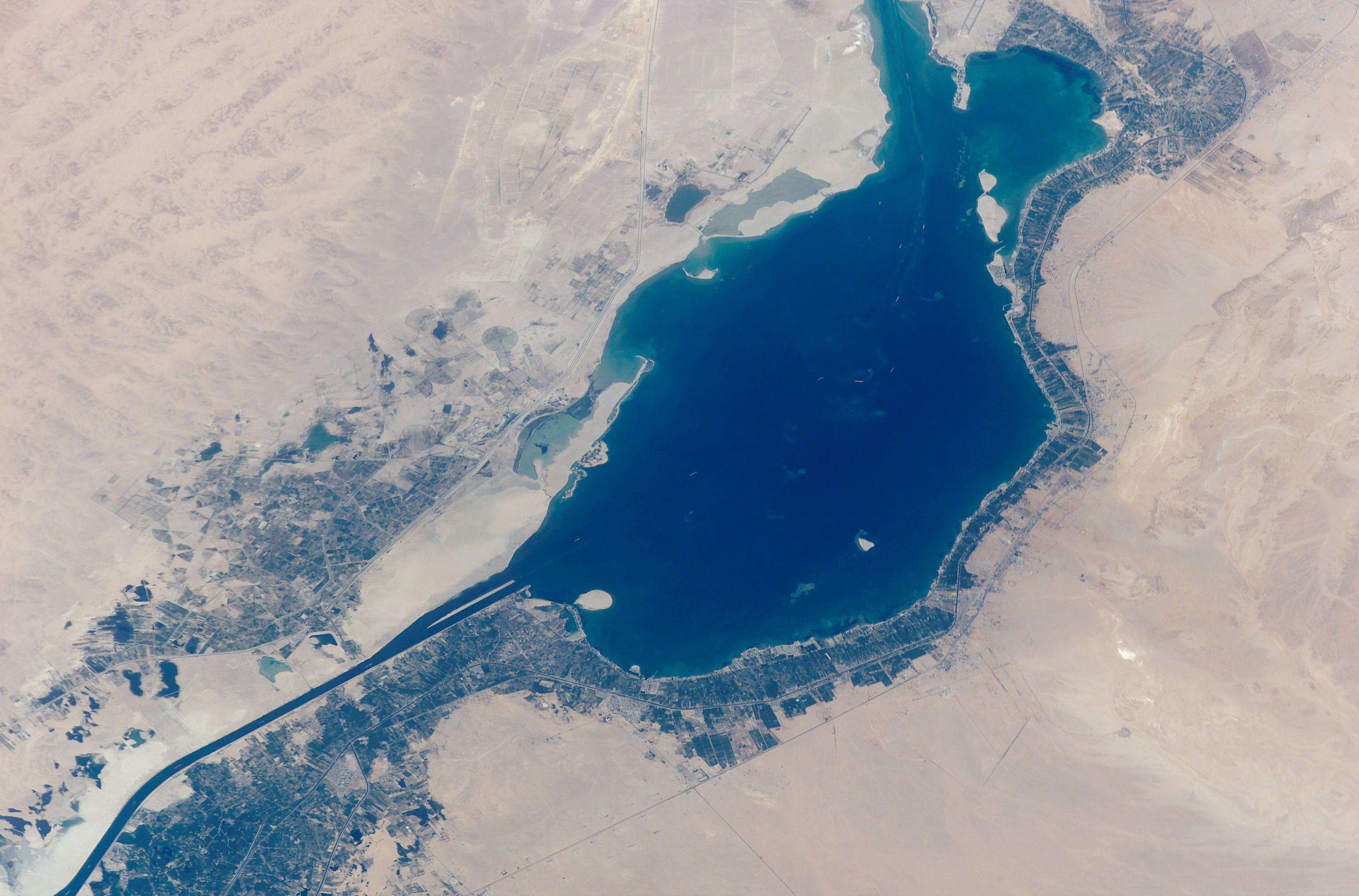
صورة جوية للبحيرة المرة الكبرى.

صادفت الفرقاطة أرطغرل بعض المشكلات خلال رحلتها الطويلة إلى اليابان، منها على سبيل الإيجاز:
- في 26 يوليو 1889م، وأثناء عبورها قناة السويس، جنحت السفينة في البحيرات المرة عند البحيرة المرة الكبرى، فتحطم جزء في مؤخرة السفينة وفُقدت الدفة. تم إصلاحها وعادت لإكمال الرحلة في 23 سبتمبر 1889م.
- أثناء الإبحار في المحيط الهندي، تسرب الماء من مقدمة السفينة ولم يستطع الطاقم إصلاحها في عرض البحر حتى وصلت إلى سنغافورة وتم تصليحها هناك، ثم عاودت الإبحار في 22 مارس 1890م.
- وخلال إقامتها لمدة ثلاثة أشهر في اليابان، فقدت فرقاطة أرطغرل اثني عشر فردا من أفراد الطاقم بسبب الوباء.

## لقاءالإمبراطور ميجيفييوكوهاما

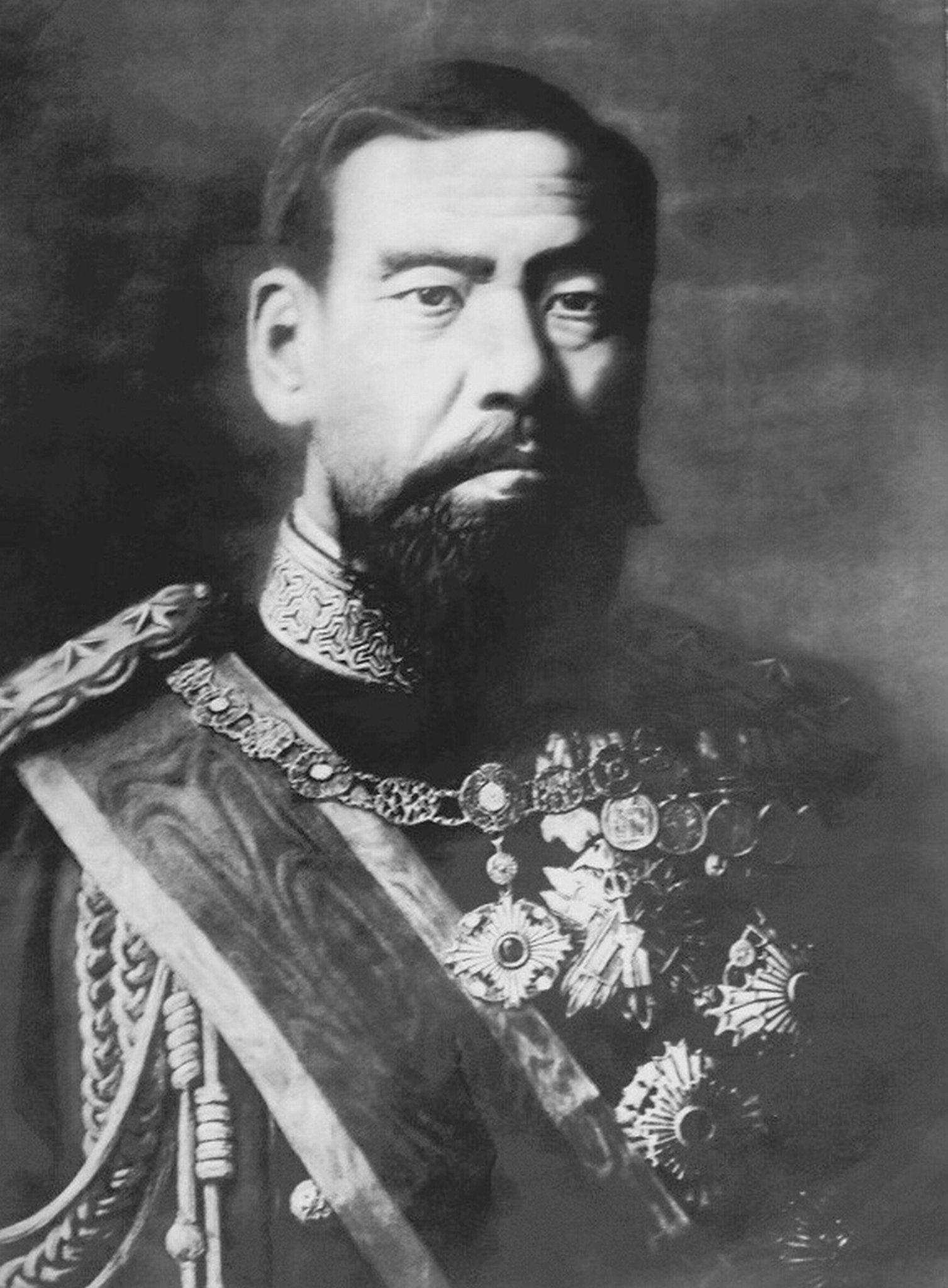
الإمبراطور الياباني ميجي.

وفي يوكوهاما، تلقى الإمبراطور الياباني ميجي في 13 يونيو 1890 الأميرال العثماني علي عثمان باشا وضباط الفرقاطة. وقُدمت الهدايا والأوسمة التي أرسلها السلطان عبد الحميد الثاني إلى متلقيها المقصودين من الجانب الياباني.
وتم تكريم علي عثمان باشا بوسام الشمس الصاعدة من الدرجة الأولي، والقبطان علي بك بوسام الشمس الصاعدة من الدرجة الثالثة. كما قُلد ضباط البحرية الآخرين بالأوسمة.
وفي وقت لاحق، استقبلت إمبراطورة اليابان الضباط العثمانيون.
وفي 14 يونيو 1890، تلقى الأمير الشاب يوشيهيتو هارو (صار لاحقا الإمبراطور تايشو) الأميرال العثماني علي عثمان باشا.
ثم كان هناك العديد من حفلات الاستقبال، والعشاء والاحتفالات في الأيام التالية.

## حادثة غرق الفرقاطةأرطغرل

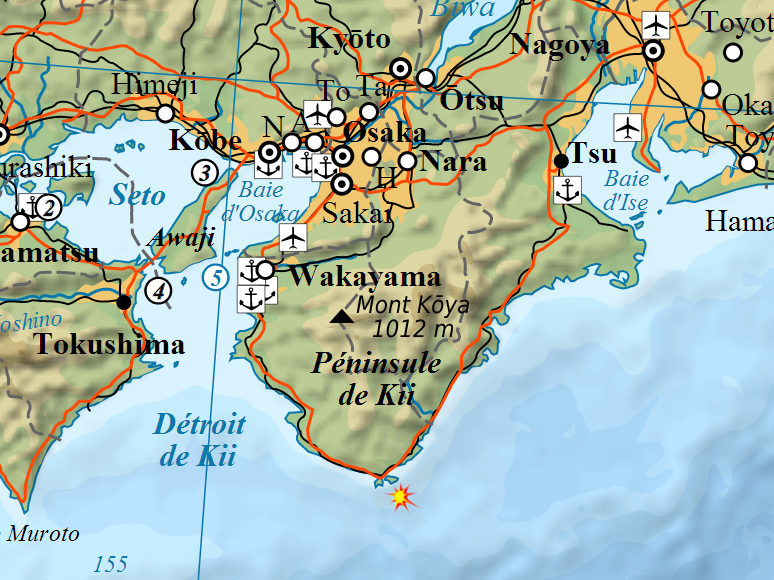
موضع غرق الفرقاطة أرطغرل مبين أسفل وسط الصورة جنوب "كوشيموتو" بجنوب اليابان.

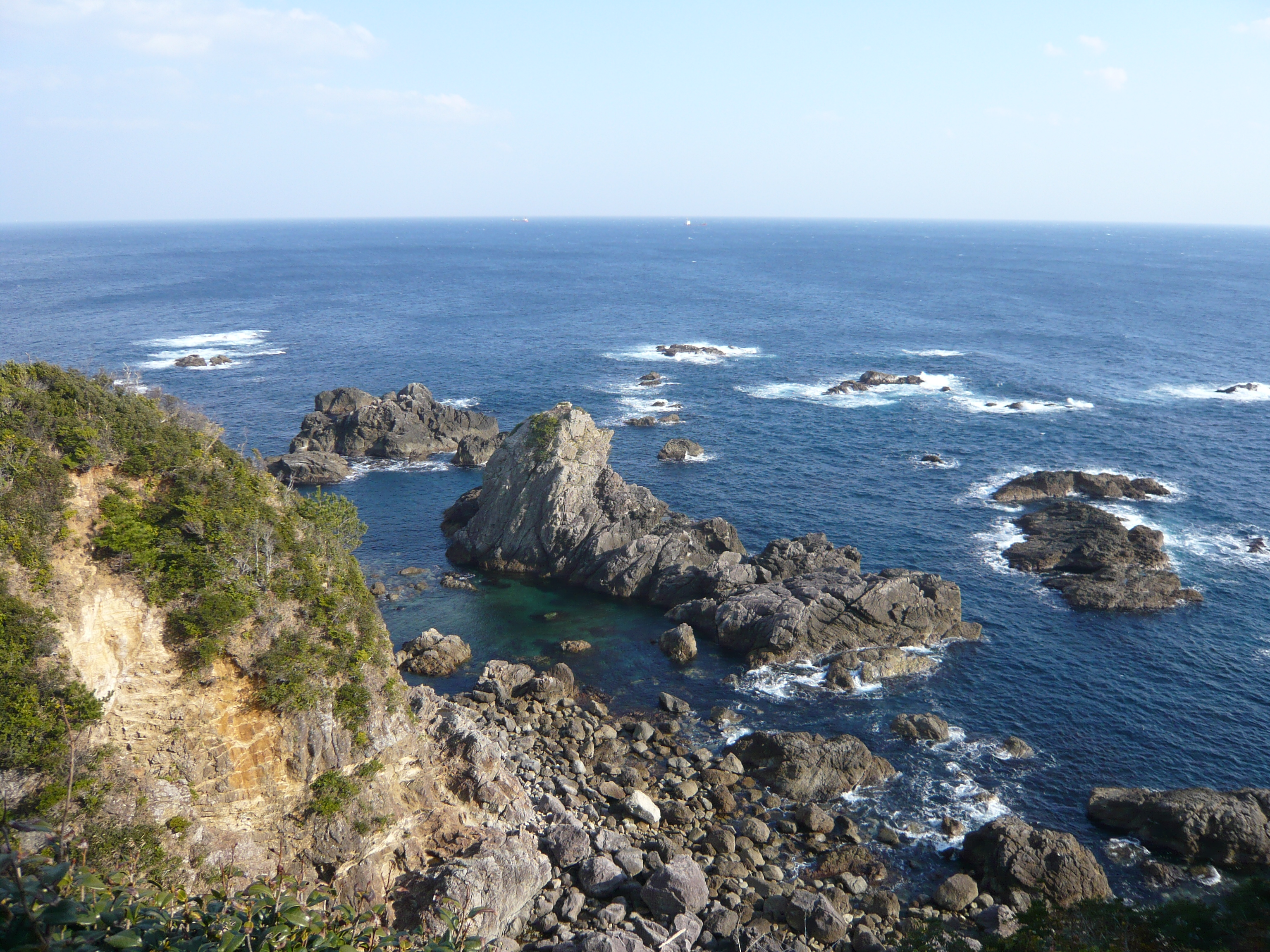
موقع اصطدام الفرقاطة أرطغرل بالساحل عند "كيي أوشيما" (Kii Oshima).

حادثة الفرقاطة أرطغرل، هي حادثة غرق السفينة الحربية التابعة للخلافة العثمانية بتاريخ 18 سبتمبر سنة 1890م بعد 27 عاماً من تدشينها.
بعد انتهاء الزيارة الدبلوماسية للفرقاطة أرطغرل في اليابان عام 1890م، وبعد اتمام زيارتها، لاقت في طريق العودة حال خروجها من ميناء يوكوهاما في 15 سبتمبر 1890م إعصاراً موسمياً جنوب اليابان في محافظة واكاياما، وانجرفت بفعل الإعصار والأمواج إلي الشعاب المرجانية على الساحل حيث غرقت.
كان الجو صحوا حال الخروج من الميناء، ولكن في اليوم التالي بدئت الريح تشتد بقوة حتي انهار الصاري الخلفي الذي طوله 40 مترا. ثم ازدادت الريح أكثر شدة والأمواج حتي أبعدت بعض ألواح المقدمة وتسرب الماء إلى السفينة ووصل إلي مخزن الفحم في غرفة الغلايات.
خلال الأيام الأربعة التالية، حاول الطاقم اصلاح الدمار الحاصل في الأشرعة وتثبيت ألواح البدن وشدها إلى بعضها البعض. كما حاولوا رفع المياه المتسربة إلى مستودعات الفحم باستخدام الدلاء لأن المضخات لم تكن كافية.
ورغم كل تلك الجهود المضنية، كان تفكك السفينة وشيكا، وكان الخيار الأوحد هو البحث عن ملاذ آمن في ميناء قريب. وخلال الذهاب إلى ميناء كوبه الياباني على بعد 16كم، دخلت المياة إلى غرفة المحركات وأطفأت أحد الأفران.
فأصبحت الفرقاطة تكاد لا تتحرك بسبب عدم وجود الصاري الأساسي وضعف المحركات المتبقية، فصارت ألعوبة بفعل الرياح والأمواج التي دفعتها إلى الصخور الخطرة على الساحل.
حاول البحارة إيقاف حركة السفينة قبل الاصطدام بالصخور عن طريق إرساء الطوارئ، ولكن صدمت السفينة الصخور وانفلت حوالي منتصف ليلة 18 سبتمبر 1890م.
مات من الفرقاطة نحو 533 بحاراً منهم 50 ضابطاً منهم قائد الفرقاطة اللواء «علي عثمان باشا». ونجا من الحادث 6 ضباط و 63 بحاراً فقط.

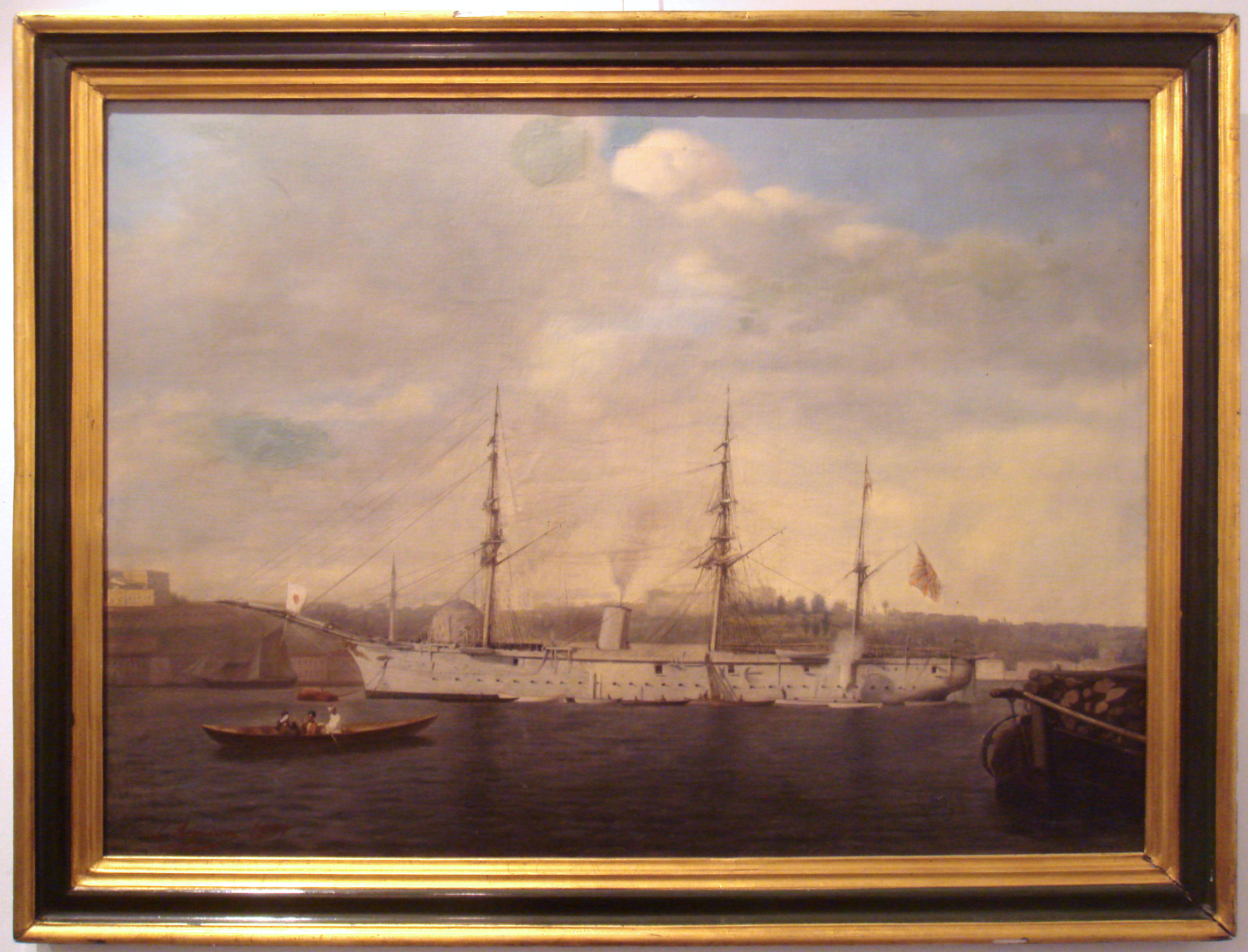
الفرقيطة اليابانية «كونغو» في إسطنبول عام 1891م. رسم لويجي أكاروني (1800-1896م).

## عودة الناجين إلى إسطنبول
تم إرجاع الناجين من حادثة غرق الفرقاطة جميعاً إلى تركيا في وقت لاحقٍ على متن فرقيطتين يابانيتين مدرعتين هما "الفرقيطة هي ياي" (Hiei) (باليابانية: 比叡) و"الفرقيطة كونغوو" (Kongō) (باليابانية: 金剛). وحال وصول الفرقيطتين إلى إسطنبول عام 1891م وإرجاع الطاقم المتبقي من الفرقاطة أرطغرل، التقى السلطان عبد الحميد الثاني ضباط الفرقيطتين اليابانيتين وأهداهم أنواطاً وعبّر عن تقديره لعمليات إنقاذ البحارة المتبقين.

## دلالات حادث غرقالفرقاطةأرطغرل
كانت الحادثة سببا لبدء علاقات رسمية قوية من الصداقة بين الخلافة العثمانية والإمبراطورية اليابانية.

### المراسم التذكارية
في فبراير 1891 دُفنت جثث 150 بحارا تم انتشالهم من البحر، وتم إنشاء نصب تذكاري بجانبهم. جددت تركيا هذا النصب عام 1939م.
أقيم النصب التذكاري في مدينة مرسين في جنوب تركيا ومدينة كوشيموتو اليابانية (باليابانية: 串本町)، واللتان تربطهما علاقات ثنائية بين اليابان وتركيا.
يتم زيارة النصب كل 5 سنوات في ذكرى الحادثة، يحضره مسئولون رفيعوا المستوى من الأتراك واليابانيون.
في يونيو 2008م، زار رئيس الجمهورية التركية عبد الله غل النصب والمدافن في ذكرى الحادث.
قدمت الجمعية اليابانية-التركية وقوة الدفاع الذاتي البحرية اليابانية نموذجين مصغّرين للفرقيطة "هي ياي" والفرقيطة "كونغوو" هدية إلى قائد البحرية التركية في ذكرى إرجاع الناجين من تحطم الفرقاطة العثمانية أرطغرل باليابان وإرجاعهم إلى إسطنبول على متن الفرقاطتين الشقيقتين «كونغوو» و«هي ياي» سنة 1891، متمنين دوام العلاقات الطيبة بين البلدين، والنموذجان معروضان حالياً في متحف إسطنبول البحري.
- المراسم التذكارية في اليابان تضع علمي اليابان وتركيا ، في إشارة إلى ذكرى فاجعة غرق السفينة العثمانية في مدينة كوشيموتو اليابانية.
- في يونيو 2008م، زار الرئيس التركي عبدالله غل النصب التذكاري لحادثة الفرقاطة أرطغرل في اليابان.
- مراسم دفن ضحايا الحاث في اليابان عام 1890م.

الفرقيطة المدرعة اليابانية كونغوو و الفرقيطة المدرعة اليابانية هي ياي

اللتان أقلتا الناجين من تحطم الفرقاطة العثمانية أرطغرل سنة 1890م في اليابان إلى إسطنبول على متن هاتين الفرقاطتين الشقيقتين.

## انتشال حطامالفرقاطةأرطغرل

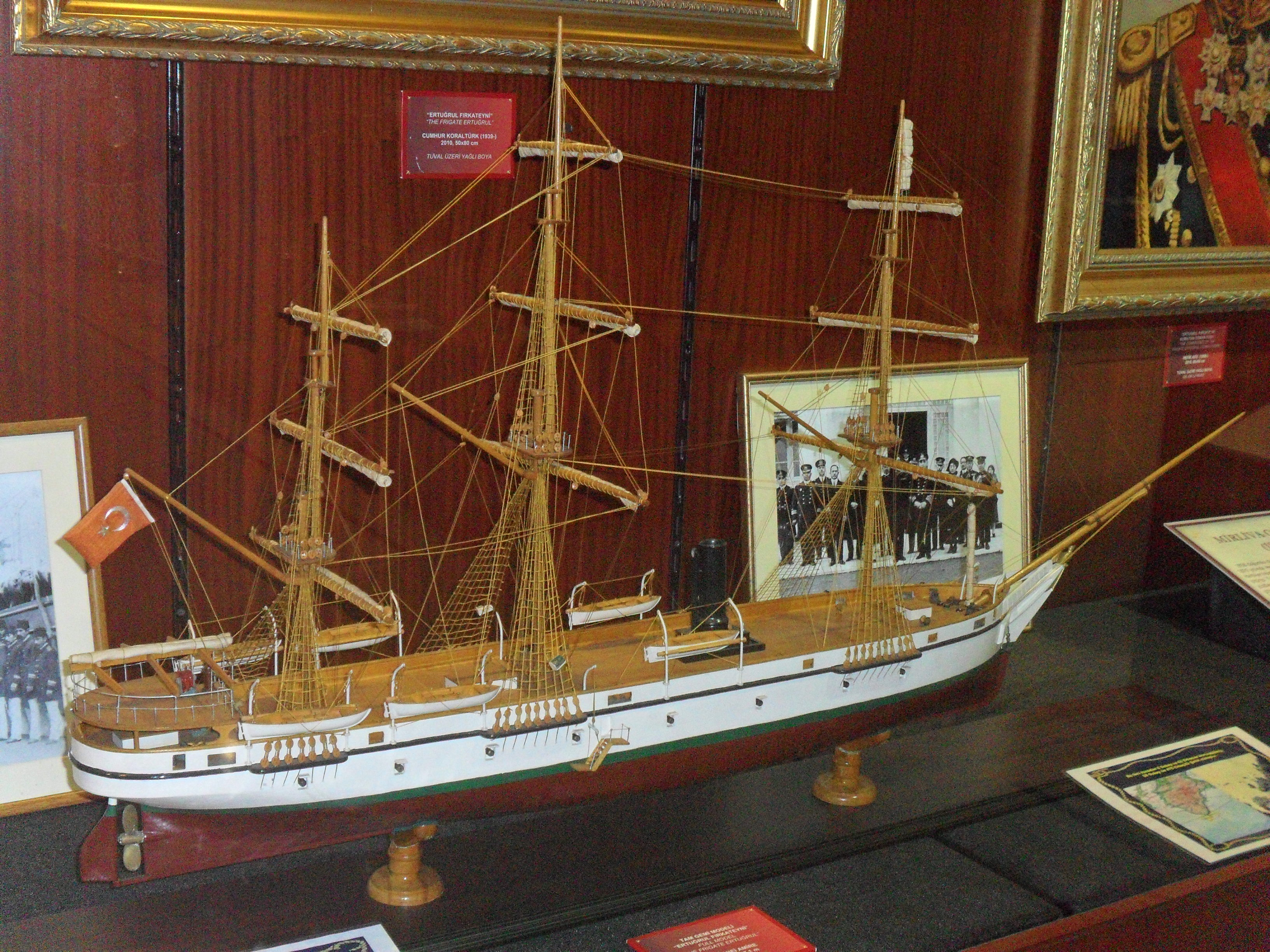
نموذج كامل للفرقاطة "أرطغرل".

في 4 يناير 2007م، بدء العمل في مشروع تنقيب آثار تحت الماء لانتشال أجزاء من حطام الفرقاطة أرطغرل وعرضها بجانب نصب أرطغرل في مدينة كوشيموتو اليابانية، وفي متحف إسطنبول البحري بتركيا.
تعاون لإتمام مشروع البحث تحت الماء والانتشال ثلاث هيئات ومؤسسات تركية هي:
1. معهد الآثار البحرية في بودروم Institute of Nautical Archaeology (INA).[13]
2. برنامج ائتمان الشراكة التقاعدي Yapı Kredi Retirement Partnership.
3. المؤسسة التركية لعلم الآثار البحري Turkish Foundation of Nautical Archaeology.[14]

قام علماء آثار ومؤرخين يابانيون وأمريكان بالالتحاق بفريق كشف عن الآثار الغارقة.
في 28 يناير 2008م وصل فريق البحث تحت الماء إلى مخزن الذخيرة الخاص بالفرقاطة أرطغرل وتم انتشال العديد من المدافع والألغام البحرية وقنابل المدافع والرصاص ونقلها إلى ميناء كوشيموتو حيث فحصها خبراء المفرقعات والشرطة والجيش والبحرية اليابانية. ثم تم حفظها في «معهد أرطغرل للبحوث». ولاحقا تم انتشال بندقيتين «ونشستر» أيضا.

## إنتاج فيلم عن الفرقاطة أرطغرل
اتفقت تركيا واليابان على تصوير فيلم يحكي قصة الفرقاطة أرطغرل ، وتمت تسمية الفيلم في النسخة التركية: «أرطغرل 1890» (بالتركية: Ertuğrul 1890)‏ وباليابانية: (海難1890 Kainan 1890). جاء الفيلم باسم «ذكريات 125 عاما» (بالإنجليزية: 125 Years Memory)‏ في المسمي الإنكليزي.
الفيلم من إخراج الياباني «ميتسوتوشي تاناكا»، وتأليف «اريكو كوماتسو»، ومن إنتاج دولي مشترك ياباني-تركي. حصل الفيلم على عشرة ترشيحات في جائزة أكاديمية اليابان النسخة 39، وفاز بجائزتي: أحسن إخراج فني، وأحسن تسجيل صوت. شارك في التمثيل الممثلة اليابانية كاتسوما شينوري.

## وصلات خارجية
- شاهد فيلم «أرطغرل 1890».
- موقع فيلم «أرطغرل 1890».
- ذاكرة 125 عاماً.
- تركيا واليابان يتفقان على تصوير فيلم عن قصة الفرقاطة أرطغرل، 2014.
- شاهد فيلم عن الفرقاطة أرطغرل.
- Ertuğrul salvage project official website (بالتركية)
- Ertuğrul: A shipwreck in Japan